# ドゥイノの悲歌

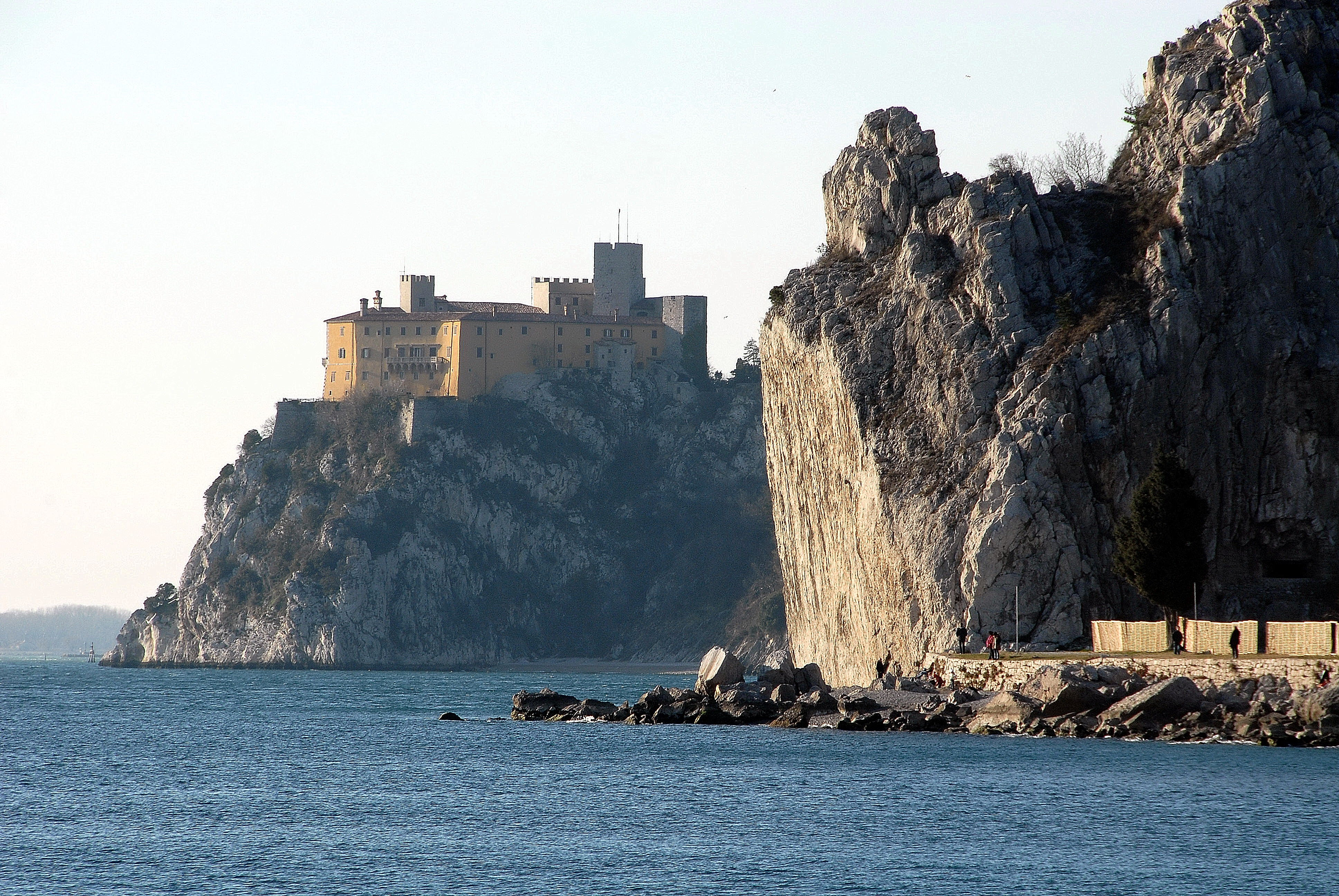
ドゥイノの館（2008年）

『ドゥイノの悲歌』（独：Duineser Elegien）は、リルケのエレジーの連作詩。1912年から書き始められ1922年に完成した。それぞれ70から100行程度の詩行をもつ10の詩からなる作品で、リルケ晩年の代表作である。

## 創作の経緯
リルケがマリー・フォン・トゥルン・ウント・タクシス＝ホーエンローエ侯爵夫人に招かれて、初めてアドリア海沿岸の断崖に立つトリエステ付近のドゥイノの館の客人となったのは1910年1月のことだった。リルケは前年に同夫人とパリで知り合い、夫人の招きでドゥイノの館に滞在したが、当時『マルテの手記』を完成したばかりのリルケは疲労から創作中絶の状態にあり、この時にはただ滞在しただけで間もなく館を去った。その後リルケはアルジェリアやエジプトなどを放浪していたが、再びドゥイノの館の客人になったのが1911年10月のことである。『ドゥイノの悲歌』はこの2度目の滞在中に書き始められた。この時のリルケの創作状況については、タクシス夫人が書いた『リルケの思い出』に詳しい。
それによると、リルケは1912年1月のある朝、事務的な処理を必要とする手紙を受け取り、その返事のことを考えながら、館の外に出て陵壁から海を見ているうちに、天啓のようにひらめいた詩句がこの連作のはじまりだった。リルケはその日の夜のうちに第一歌を書き上げ、続いて数日のうちに第二歌の全篇、第三歌と第十歌のそれぞれ冒頭部を書き上げたが、ここまでで一時中断した。この後、第一次世界大戦の混乱をはさみながら断続的に書き継がれたが、完成までには10年の歳月が必要だった。
1912年末からスペインに旅行した間に第六歌が書き始められたが、中断。翌1913年に入ってから第九歌の冒頭6行と最後の3行が書かれ、一方、ドゥイノの館で書いて以降中断されていた第三歌が完成された。1914年にはパリで、中断していた第六歌の大部分が完成、第十歌は途中まで書かれた。ただし、この時の第十歌は後に改稿される。1915年にはミュンヘンで第四歌が完成したが、この後、第1次世界大戦の影響で創作はまったく進まず、再び筆がとられたのは1922年になってからである。
第1次世界大戦が終結してからはリルケはあちこち放浪していたが、1919年6月にスイスに入ってからはほとんど同国内で移動するだけになり、1921年6月30日になって、終の棲家となったミュゾットの館へ移った。外界と離れたこの館で、一気に『オルフォイスに寄せるソネット』を書き上げたのと並行して数日で書き継ぎ、1922年2月11日に完成をみた。初版は翌年6月、インゼル書店から300部の限定版で刊行された。

## 詩の内容
全体は人間の無力さやはかなさと現世社会の皮相さに対する嗟嘆のトーンで貫かれており、十全な存在である「天使」（リルケはこの天使がカトリックの天使とは無関係であることに注意を促している）や英雄、動物や草木の見せるさまざまな兆し、青年の恋愛、市井のいとなみや死といったさまざまな事物との多様な連関の中で人間存在の運命が捉えられ、緊密で象徴的な語法によって歌い上げられている。そして連作後半では、事物を素朴な言葉によって賛美し、内面化するという行為に注意を向けることによって、有限性を持つ人間存在に対する希望が見出される。
作品の基底には「全一の世界」、つまり目に見えるもの・見えないものを含むあらゆる事象が相互に関連し一つの統合をなしているというリルケの考えがあり、同時期に成立した連作『オルフォイスに寄せるソネット』とは、形式や調子のうえではまったく異なりながらも内面的なつながりを持つ作品となっている。

### 注
1. ↑  リルケは2月11日にタクシス夫人あての手紙を書いて、この日に『ドゥイノの悲歌』が完成したと報告しているが、この段階では、現在我々が知る『ドゥイノの悲歌』とは構成が少し異なっていた[4]。この時点までに第五歌として書かれた悲歌が異質であるとの理由から省かれていたが、2月14日になって新たに第五歌が書かれて、現在の『ドゥイノの悲歌』の形が完成した[4]。